# Nemesea
Nemesea – holenderska grupa muzyczna wykonująca gothic metal. Powstała w 2002 roku w Groningen.

## Życiorys
Zespół utworzyli wokalistka Manda Ophuis i gitarzysta Hendrik Jan de Jong w grudniu 2002 r. w Groningen w Holandii. W kwietniu 2004 r. Nemesea wydało swój pierwszy album – Mana (co oznacza magiczną energię darowaną przez bogów). Potem występowali w Holandii i Belgii aż do grudnia 2005 r. Byli pierwszym zespołem, który na platformie crowdfundingowej Sellaband przekroczył próg 50 tys. USD. 21 kwietnia 2007 wydali swój drugi album In Control.

## Muzycy
| Obecny skład zespołu - Hendrik Jan de Jong – gitara (od 2002) - Sonny Onderwater – gitara basowa (od 2002) |  | Byli członkowie - Frank van der Star – perkusja (2011–2015) - Steven Bouma – perkusja (2006–2011) - Chris Postma – perkusja (2002–2005) - Sander Zoer – perkusja (2005–2006) - Martijn Pronk – gitara (2002–2007) - Berto Booijink – keyboard (2002–2007) - Lasse Dellbrügge – keyboard (2009–2015) - Manda Ophuis – śpiew (2002–2016) |

## Dyskografia
- Mana (2004)
- In Control (2007)
- Pure: Live @ P3 (2009)[6]
- The Quiet Resistance (2011)[7]
- Uprise (2016)[8]

## Teledyski
| Tytuł                    | Rok  | Reżyseria      | Album                | Źródło |
| ------------------------ | ---- | -------------- | -------------------- | ------ |
| "No More"                | 2008 | D'iMage        | In Control           | [ 9 ]  |
| "Afterlife"              | 2011 | —              | The Quiet Resistance | [ 10 ] |
| "Whenever"               | 2012 | —              | The Quiet Resistance | [ 11 ] |
| "Twilight" (lyric video) | 2016 | —              | Uprise               | [ 12 ] |
| "Forever"                | 2016 | Patric Ullaeus | Uprise               | [ 13 ] |